# Estación de Juan Valera
Juan Valera será una estación de la línea 3 del Metro de Málaga. Se sitúa cercana a la Calle Juan Valera del distrito Este de Málaga, España.
| << cabecera | < estación  | línea                                          | estación >       | cabecera >>  |
| ----------- | ----------- | ---------------------------------------------- | ---------------- | ------------ |
| El Palo     | Pedregalejo | Línea 3 (Metro de Málaga) El Palo-La Malagueta | Baños del Carmen | La Malagueta |